# 松井雅樹
松井 雅樹（まつい まさき ）は、日本の化学者で、北海道大学大学院理学研究院・大学院理学院・理学部化学部門の教授であり、学科長。無機化学研究室教授。京都府出身。

## 学歴と職歴
- 1999年　京都大学工学部物理工学科 卒業
- 2001年　京都大学大学院工学研究科材料工学専攻　修士課程修了
- 2001年　トヨタ自動車株式会社　入社
- 2008年　首都大学東京大学院都市環境科学研究科環境調和・材料化学専攻　博士後期課程修了
- 2008年　Toyota Research Institute of North America, Manager
- 2012年　三重大学大学院工学研究科分子素材工学専攻　特任准教授
- 2013年　科学技術振興機構さきがけ研究者
- 2015年　三重大学大学院工学研究科分子素材工学専攻　准教授
- 2016年　神戸大学大学院工学研究科応用化学専攻　准教授
- 2018年　ローレンスバークレー国立研究所客員研究員（8ヶ月）
- 2021年–　現職

## 業績
修士課程修了までは、化学系の専攻でなく材料科学系の専攻に在籍しており、無機化学は研究と自身の講義を通じて学んだ。会社に入社して以降は一貫して蓄電池材料の研究に携わっている。
ハイドロフラックス法という新たな合成法を提案し層状コバルト酸リチウムを、300 ℃で30分という短時間で合成することに成功したが、ハイドロフラックス法による材料合成はドイツで2020年に開発された手法である。